# Szécsényfelfalu, Nógrád
Szécsényfelfalu  este un sat în districtul Szécsény, județul Nógrád, Ungaria, având o populație de 438 de locuitori (2011). 

## Demografie
Componența etnică a satului Szécsényfelfalu
     Maghiari (86,88%)
     Romi (13,12%)
Componența confesională a satului Szécsényfelfalu
     Romano-catolici (74,2%)
     Fără religie (3,42%)
     Luterani (2,05%)
     Reformați (1,37%)
     Necunoscută (18,95%)
Conform recensământului din 2011, satul Szécsényfelfalu avea 438 de locuitori. Din punct de vedere etnic, majoritatea locuitorilor (86,88%) erau maghiari, cu o minoritate de romi (13,12%).  Din punct de vedere confesional, majoritatea locuitorilor (74,2%) erau romano-catolici, existând și minorități de persoane fără religie (3,42%), luterani (2,05%) și reformați (1,37%). Pentru 18,95% din locuitori nu este cunoscută apartenența confesională.